# Montizón
Montizón ist ein Ort und eine spanische Gemeinde (municipio) mit 1.585 Einwohnern (Stand: 2024) in der andalusischen Provinz Jaén. Die Gemeinde besteht aus den Orten Aldeahermosa, Montizón und Venta de los Santos.

## Lage
Montizón liegt etwa 115 Kilometer nordöstlich von Jaén in einer Höhe von ca. 645 m. 

## Bevölkerungsentwicklung
| Jahr      | 1970  | 1980  | 1990  | 2000  | 2010  | 2020  |
| Einwohner | 2.545 | 2.077 | 2.007 | 1.949 | 1.891 | 1.645 |

## Sehenswürdigkeiten
- Kirche der Unbefleckten Empfängnis (Iglesia de Immaculada Concepción) in Montizón
- Christuskirche in Venta de los Santos (Iglesia del Cristo de la Expiración)
- Johannes-der-Täufer-Kirche

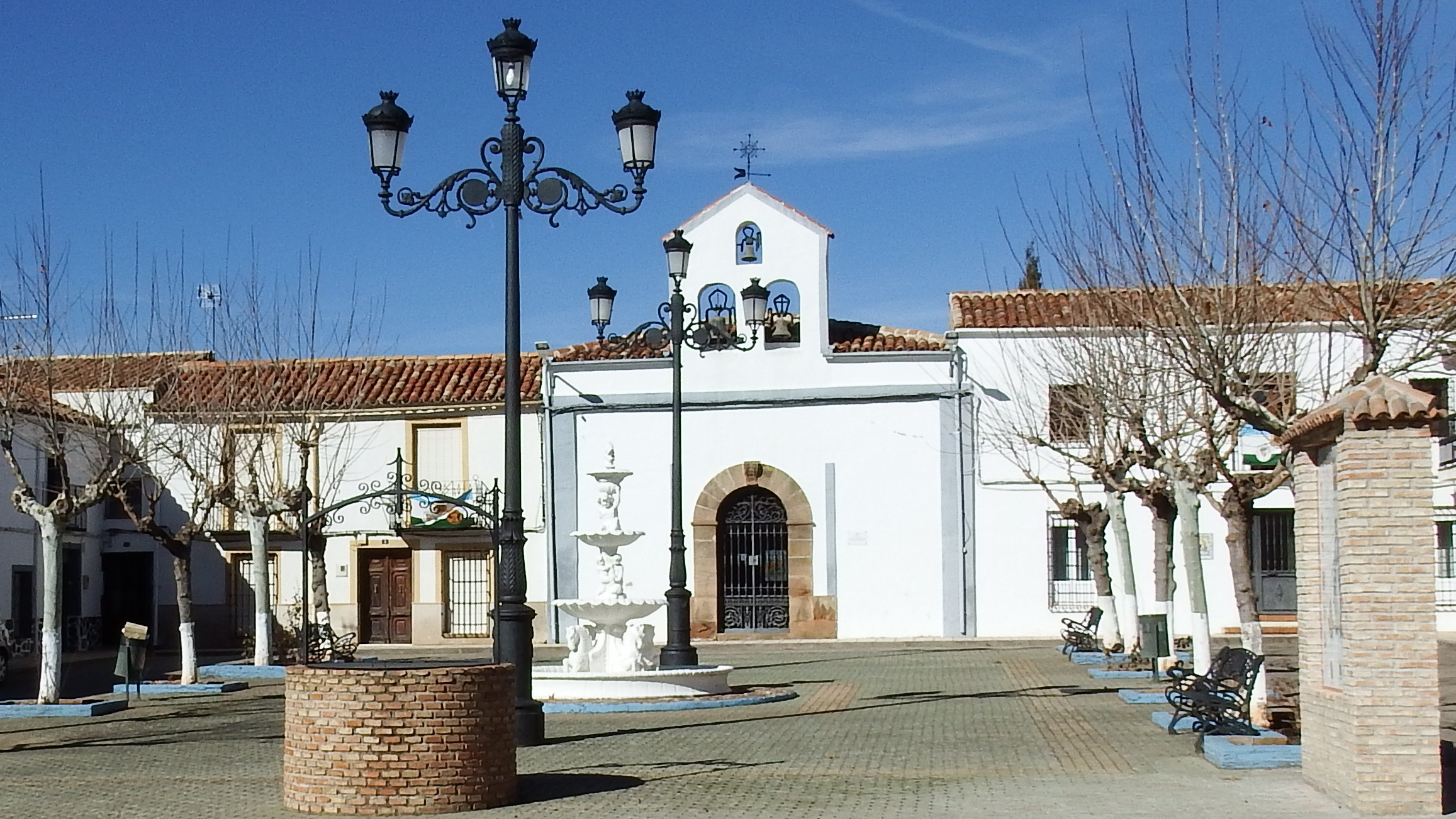
Kirche der Unbefleckten Empfängnis
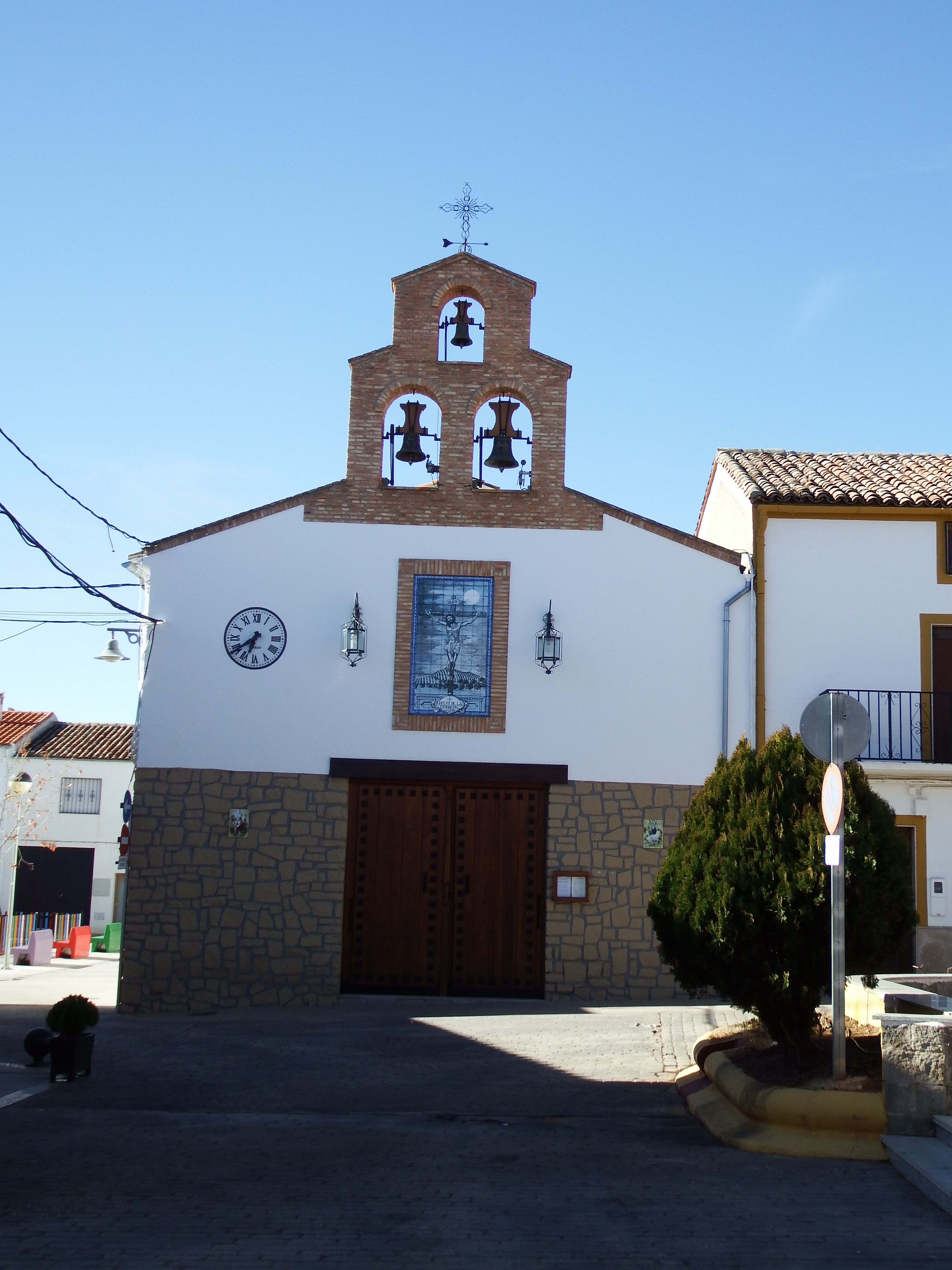
Christuskirche
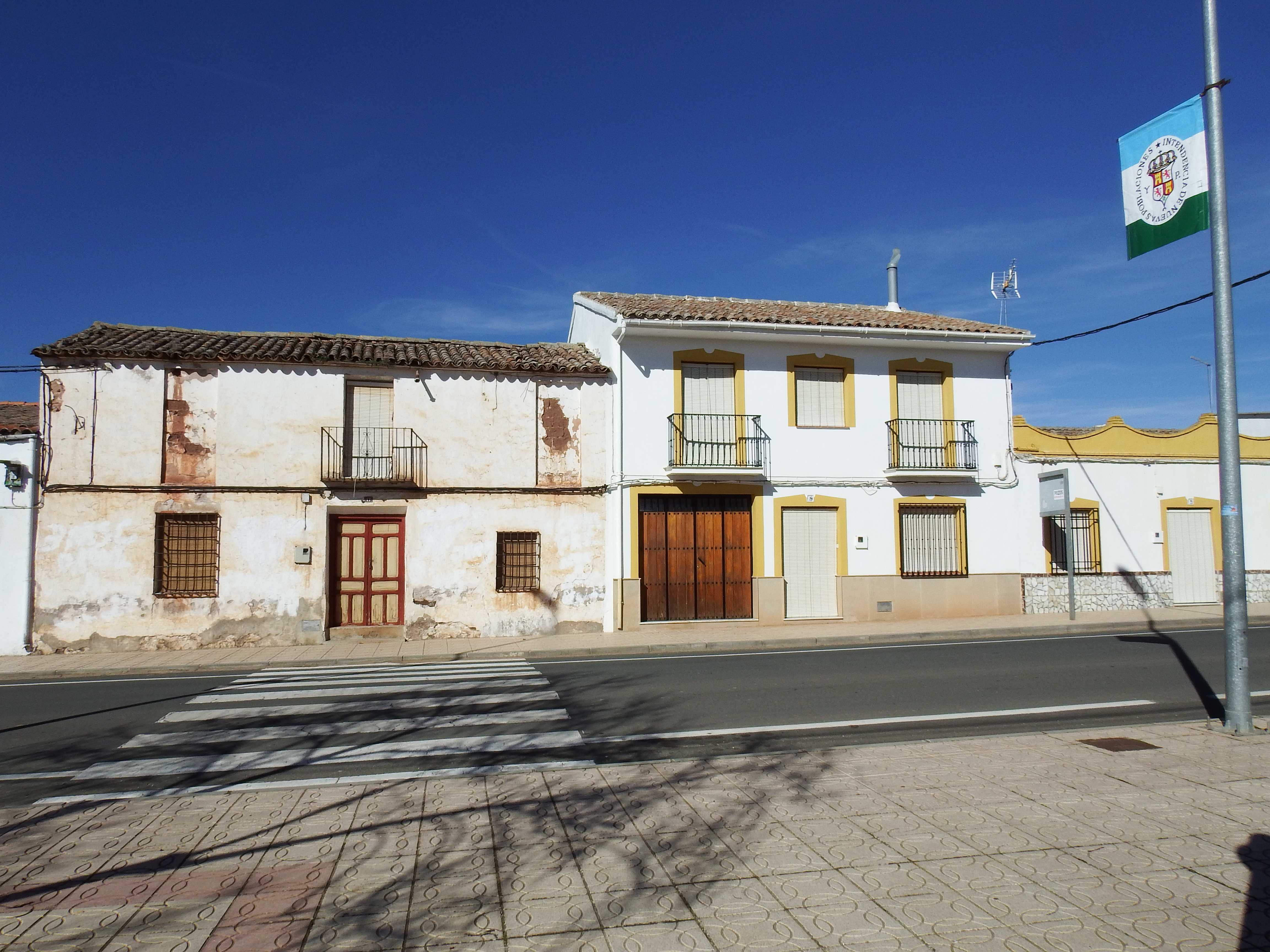
Rathaus